# Coupe du monde de saut à ski 1986-1987
Navigation
Édition précédente Édition suivante
L'édition 1986/1987 de la Coupe du monde de saut à ski est une compétition sportive internationale rassemblant les meilleurs athlètes mondiaux pratiquant le saut à ski. Elle s'est déroulée entre le 6 décembre 1986 et le 21 mars 1987 et a été remportée par le Norvégien Vegard Opaas, suivi des Autrichiens Ernst Vettori et Andreas Felder.

## Classement général
| Rang | Nom                  | Pays            | Points |
| ---- | -------------------- | --------------- | ------ |
| 1    | Vegard Opaas         | Norvège         | 218    |
| 2    | Ernst Vettori        | Autriche        | 192    |
| 3    | Andreas Felder       | Autriche        | 177    |
| 4    | Miran Tepeš          | Yougoslavie     | 166    |
| 5    | Hroar Stjernen       | Norvège         | 159    |
| 6    | Matti Nykänen        | Finlande        | 133    |
| 7    | Primož Ulaga         | Yougoslavie     | 132    |
| 8    | Ole Gunnar Fidjestøl | Norvège         | 131    |
| 9    | Jiří Parma           | Tchécoslovaquie | 129    |
| 10   | Ari-Pekka Nikkola    | Finlande        | 124    |

## Résultats
| Date       | Lieu                   | Vainqueur             | Deuxième              | Troisième         |
| ---------- | ---------------------- | --------------------- | --------------------- | ----------------- |
| 6.12.1986  | Thunder Bay            | Jens Weißflog         | Matti Nykanen         | Jukka Kalso       |
| 7.12.1986  | Thunder Bay            | Matti Nykanen         | Thomas Klauser        | Vegard Opaas      |
| 13.12.1986 | Lake Placid            | Vegard Opaas          | Ernst Vettori         | Primož Ulaga      |
| 14.12.1986 | Lake Placid            | Ernst Vettori         | Primož Ulaga          | Vegard Opaas      |
| 21.12.1986 | Chamonix               | Martin Švagerko       | Olav Hansson          | Primož Ulaga      |
| 30.12.1986 | Oberstdorf             | Vegard Opaas          | Thomas Klauser        | Andreas Felder    |
| 1.1.1987   | Garmisch-Partenkirchen | Andreas Bauer         | Jukka Kalso           | Ulf Findeisen     |
| 4.1.1987   | Innsbruck              | Primož Ulaga          | Hroar Stjernen        | Ernst Vettori     |
| 6.1.1987   | Bischofshofen          | Tuomo Ylipulli        | Ernst Vettori         | Vegard Opaas      |
| 10.1.1987  | Strbske Pleso          | Vegard Opaas          | Andreas Felder        | Ari-Pekka Nikkola |
| 11.1.1987  | Strbske Pleso          | Ulf Findeisen         | Ole Gunnar Fidjestoel | Ernst Vettori     |
| 14.1.1987  | Oberwiesenthal         | Ernst Vettori         | Hroar Stjernen        | Jiří Parma        |
| 16.1.1987  | Oberhof                | Concours annulé       | Concours annulé       | Concours annulé   |
| 24.1.1987  | Sapporo                | Akira Sato            | Miran Tepeš           | Hiro Shima        |
| 25.1.1987  | Sapporo                | Primož Ulaga          | Miran Tepeš           | Steinar Braaten   |
| 28.2.1987  | Lahti                  | Ari-Pekka Nikkola     | Vladimír Podzimek     | Tuomo Ylipulli    |
| 1.3.1987   | Lahti                  | Matti Nykanen         | Tuomo Ylipulli        | Ernst Vettori     |
| 4.3.1987   | Örnsköldsvik           | Ari-Pekka Nikkola     | Andreas Felder        | Didier Mollard    |
| 8.3.1987   | Falun                  | Matti Nykanen         | Pekka Suorsa          | Andreas Felder    |
| 14.3.1987  | Planica                | Andreas Felder        | Ole Gunnar Fidjestoel | Thomas Klauser    |
| 15.3.1987  | Planica                | Ole Gunnar Fidjestoel | Matjaž Zupan          | Piotr Fijas       |
| 20.3.1987  | Oslo                   | Vegard Opaas          | Hroar Stjernen        | Ernst Vettori     |
| 21.3.1987  | Oslo                   | Andreas Felder        | Ari-Pekka Nikkola     | Miran Tepeš       |

## Liens & Sources
Résultats Officiels FIS